# Al-Krum
Yazebax, cũng được gọi là Krum (tiếng Ả Rập: الكروم) là một ngôi làng ở phía bắc tỉnh Aleppo, tây bắc Syria. Nó nằm ở phía bắc núi Barsa, 7 kilômét (4,3 mi) phía bắc Azaz, 45 km (28 mi)     về phía bắc thành phố Aleppo và dưới 0,5 km (0,31 mi) phía nam biên giới với tỉnh Kilis của Thổ Nhĩ Kỳ.
Ngôi làng hành chính thuộc về Nahiya Azaz ở quận Azaz. Các địa phương lân cận bao gồm Ma'arin ở phía đối diện Núi Barsa, 4 km (2,5 mi)     về phía nam và al-Salameh 5 km (3,1 mi)     về phía đông nam. Trong cuộc điều tra dân số năm 2004, Yazebax có dân số là 252.